# Socialtjänst
Socialtjänsten eller socialförvaltningen är i Sverige namnet på den kommunala förvaltning som lyder under varje kommuns socialnämnd eller annan nämnd som svarar för det praktiska och politiska arbete som regleras av socialtjänstlagen. Det exakta namnet på nämnd och förvaltning kan skifta från kommun till kommun.
Socialtjänsten arbetar enligt den socialtjänstlag som infördes 2001 (2001:453). Tidigare begrepp med samma eller liknande innebörd var socialvård, och före 1956 fanns fattigvård.
Personer som är eller har varit 'användare' av socialtjänstens insatser och åtgärder kan kallas klienter, brukare, kunder eller konsumenter, beroende på sammanhang.

## Beskrivning
Socialtjänsten består av vård, äldreomsorg, stöd till missbrukare, stöd och service till personer med funktionsnedsättning och även individ- och familjeomsorg (IFO). Varje kommun ansvarar för att detta sköts och att allt folk som bor i kommunen får den hjälp och det stöd som behövs. Dessa uppgifter kan därför se olika ut från kommun till kommun. I socialtjänstlagen står att kommunen har skyldigheter att hjälpa sina invånare med olika bidrag och stöd. De hjälpinsatser man kan få via socialtjänstlagen kallas bistånd. I lagen finns inte alla insatser kommunen kan hjälpa till med, antingen som ren service eller mot betalning.
Om en individ är i akut nödsituation är han eller hon i behov av hjälp och bistånd direkt från kommunen om det inte går att lösa på något annat sätt. Kostnaderna för socialtjänsten i hela Sverige var knappt 164 miljarder kronor år 2008, där cirka 54% var kostnader för äldreomsorg, 26% för personer med funktionsnedsättning, och 20% för individ- och familjeomsorg. Ekonomiska bistånd skiljer sig väldigt mycket, år 2004 utgick från 220 kronor upp till 2 310 kronor per invånare.

### Ansvarsområden
Socialtjänsten är ansvarig för:
- äldrefrågor (ibland sorteras dessa under omsorgsnämnd eller liknande)
- funktionshinderfrågor (ibland sorteras dessa under omsorgsnämnd eller liknande; organet som har hand om vård av personer med funktionsnedsättning heter Funktionshinderomsorgen)
- individ- och familjeomsorg med bland annat ansvar för försörjningsstöd, missbruksvård och stöd till familjer, till exempel familjerådgivning, familjehem och adoption

## Socialnämnd
Inom varje kommun finns en socialnämnd, vilken ansvarar för och tar beslut i socialtjänstens verksamhet. För ett flertal av de funktioner som socialtjänsten utför kräver Socialtjänstlagen (ibland fortkortad SoL) att socialnämnden fattar beslut. Detta rör till exempel beslut som övertag av vårdnad av ett barn och är särskilt hårt reglerat i lagen.   

## Forskning
År 2016 inledde den svenska regeringen ett tioårigt nationellt forskningsprogram för tillämpad välfärdsforskning i forskningspropositionen ”Kunskap i samverkan”. Med tillämpad välfärd avsågs framför allt verksamhet inom socialtjänstens områden. Regeringen gav Forskningsrådet för hälsa, arbetsliv och välfärd (Forte) i uppdrag att inrätta och driva programmet. Syftet skulle vara att stärka klient- och praktiknära forskning i socialtjänsten, öka samverkan mellan forskning och praktik samt delaktigheten från brukare och anhöriga.
Forte tog dels fram en övergripande strategi för forskningen, dels en mer konkret kartläggning och prioritering av forskningsbehoven, i samarbete med Statens beredning för medicinsk och social utvärdering (SBU). SBU är den myndighet som är nationellt ansvarig för att sammanställa forskningsresultat inom socialtjänstens verksamhetsområden. Med hjälp av enkäter bland personer som arbetar i socialtjänsten, personer med professionell eller privat erfarenhet av socialtjänsten och brukar- och intresseorganisationer, samt med hjälp av en arbetsgrupp med representanter för både socialtjänsten och brukar- och intresseorganisationer, listade Forte och SBU de tio forskningsfrågor som de tillfrågade ansåg var mest angelägna.

## Historik
Socialtjänstens föregångare var fattigvården. Fattiga som inte kunde försörja sig hamnade ofta i en "fattigstuga", och de som kunde/orkade fick även arbeta där. Ett annat system som också förekom förr var "rotegången". Då fick man först bo hos en bonde och hjälpa till, därefter fick man flytta till en andra och därefter en tredje. Man skulle även ha med sig en fattigklubba för att visa att man sökte hjälp.
Socialvård är ett liknande begrepp som förekom i svensk skrift första gången 1929. Det syftar/syftade främst på hjälp till människor med sociala eller materiella svårigheter. Ordet används inte längre i officiella förvaltningstexter. Det används dock fortfarande i Finland och på Åland, bland annat i 2014 års socialvårdslag. 
Socialhjälp kallades det ekonomiska bistånd som hanterades enligt 1956 års socialtjänstlag. Denna gällde fram till 1982 års införande av den moderna svenska socialtjänsten. 1982 ersattes socialhjälpen av socialbidrag.